# Arnaud De Lie
Arnaud De Lie (* 16. März 2002 in Libramont) ist ein belgischer Radrennfahrer.

## Sportlicher Werdegang
Als Junior wurde De Lie im Jahr 2019 Belgischer Meister im Straßenrennen, im Jahr 2019 gewann er eine Etappe sowie die Gesamt- und Bergwertung von La Philippe Gilbert juniors.
Nach dem Wechsel in die U23 wurde De Lie 2020 zunächst Mitglied im Nachwuchsteam Lotto-Soudal U23. Für das Team gewann er zwei Etappen und die Punktewertung der Tour Alsace. Bei der Okolo Jižních Čech stand er bei allen Etappen auf dem Podium der Tageswertung, wovon er eine Etappe sowie die Gesamt-, Punkte- und Nachwuchswertung für sich entschied.
Bereits im Juli 2021 wurde bekannt, dass De Lie zur Saison 2022 einen Profi-Vertrag beim UCI WorldTeam Lotto Soudal erhält. Seinen ersten Erfolg für sein Team erzielte er bei der Mallorca Challenge 2022, bei der er die Trofeo Playa de Palma-Palma gewann. Ende Mai/Anfang Juni schaffte er bei drei aufeinander folgenden Rennen einen Hattrick. Im Verlauf der Saison konnte er insgesamt zehn Erfolge seinem Palmarès hinzufügen und beendete die Saison auf Platz 6 der UCI-Weltrangliste. Im Mai 2023 zog er sich mehrere Knochenbrüche durch einen Sturz bei den Vier Tagen von Dünkirchen zu, konnte aber schon zehn Tage später sein nächstes Rennen bestreiten und insgesamt zehn Saiusonerfolge einfahren. Im Herbst gewann er mit dem Grand Prix Cycliste de Québec 2023 sein erstes WorldTour-Rennen. Für Aufsehen sorgte er bei Famenne Ardenne Classic, als er im Sprint während der letzten 100 Meter aus dem rechten Klickpedal rutschte und mit einem Bein pedalierend noch siegte.
In der Saison 2024 gewann De Lie zunächst mit der Famenne Ardenne Classic, dem Tro-Bro Léon und dem Circuit de Wallonie drei Eintagesrennen, ehe er im Juni belgischer Meister im Straßenrennen wurde. Mit 22 Jahren war er dabei der jüngste belgische Meister seit Roger De Vlaeminck im Jahr 1969. Bei der Tour de France 2024, seiner ersten Grand Tour, kam er fünfmal unter die Top 5 der Tageswertung. Am Ende der Saison gewann er die Gesamtwertung der Dänemark-Rundfahrt und feierte einen Etappensieg bei der Renewi Tour, wo er sich auf der abschließenden Etappe um die Mauer von Geraardsbergen durchsetzte. Seinen siebten und letzten Siasonerfolg erzielte Arnaud De Lie bei dem Eintagesrennen Binche–Chimay–Binche.
Im Jahr 2025 gewann er eine Etappe des Étoile de Bessèges.

## Erfolge
2019
- Belgischer Meister – Straßenrennen (Junioren)

2020
- Gesamtwertung, eine Etappe und Bergwertung La Philippe Gilbert juniors
- Europameisterschaften (Junioren) – Straßenrennen

2021
- zwei Etappen und Punktewertung Tour Alsace
- Gesamtwertung, eine Etappe, Punktwertung und Nachwuchswertung Okolo Jižních Čech
- eine Etappe Circuit des Ardennes

2022
- Trofeo Playa de Palma-Palma
- Grote Prijs Jean-Pierre Monsére
- Volta Limburg Classic
- Grote Prijs Marcel Kint
- Heistse Pijl
- Ronde van Limburg
- eine Etappe Tour de Wallonie
- Schaal Sels Merksem
- Egmont Cycling Race
- Grote Prijs Marcel Kint

2023
- Clàssica Comunitat Valenciana 1969 - Gran Premi València
- zwei Etappen und Punktewertung Étoile de Bessèges
- Grand Prix du Morbihan
- eine Etappe Tour de Wallonie
- La Polynormande
- Memorial Jef Scherens
- Punktewertung und Nachwuchswertung Renewi Tour
- Grand Prix Cycliste de Québec
- Circuit Franco-Belge
- Famenne Ardenne Classic

2024
- Famenne Ardenne Classic
- Tro-Bro Léon
- Circuit de Wallonie
- Belgischer Meister – Straßenrennen
- Gesamtwertung und Nachwuchswertung Dänemark-Rundfahrt
- eine Etappe Renewi Tour
- Binche–Chimay–Binche

2025
- eine Etappe Étoile de Bessèges

## Grand-Tour Platzierungen
| Grand Tour            | 2024 | 2025 |
| --------------------- | ---- | ---- |
| Giro d’ItaliaGiro     | –    | –    |
| Tour de FranceTour    | 119  | 142  |
| Vuelta a EspañaVuelta | –    |      |